# Жатва в Амитивилле
«Жатва в Амитивилле» (англ. The Amityville Harvest, иногда именуется как «Амитивилль. Кровавая жатва») — сверхъестественный фильм ужасов 2020 года, сценариста и режиссёра Томаса Дж. Черчилля. В фильме снимались Кайл Лоудер, Сэди Кац, Брэндон Алан Смит и Алекса Пеллерин. Это двенадцатая и последняя часть серии фильмов Ужас Амитивилля, в которой Рональд ДеФео-младший перед своей смертью 12 марта 2021 года сыграл роль реального массового убийцы.

## Сюжет
Съемочная группа документального фильма следит за странной фигурой, наделенной способностями.

## В ролях
- Кайл Лоудер
- Сэди Кац
- Брэндон Алан Смит
- Алекса Пеллерин
- Джоанна Рэй
- Майкл Сервантес
- Ева Сеха

## Релиз фильма
Фильм вышел 20 октября 2020 года сразу на DVD, VOD и в цифровом формате.

## Восприятие
«Жатва в Амитивилле» была повсеместно раскритикована, а многие нарекли фильм одним из худших в истории кинематографа. Screen Rant заявил, что эта картина не сработала как должна была, потому что фильм был сосредоточен не на том, что надо. Common Sense Media назвал проект «плохим фильмом, но это может быть хороший-плохой фильм с низкими ожиданиями». В Nightmarish Conjurings заявили, что монтаж был хаотичным, а спецэффекты плохими. Общество ужасов поставило ему 1 балл из 5. В более благоприятном обзоре Cryptic Rock оценил его на 3 из 5. На Rotten Tomatoes фильм получил лишь 21 % одобрения от зрителей, когда критики его проигнорировали.